# Sugpón
Sugpón es un municipio filipino de quinta categoría perteneciente a  la provincia de Ilocos del Sur en la Región Administrativa de Ilocos.

## Barangayes
Sigay se divide, a los efectos administrativos, en 6 barangayes o barrios, conforme a la siguiente relación:
- Balbalayang (Población)
- Pangotan
- Banga
- Caoayan
- Danac
- Licungan